# أكاري إندو
أكاري إندو سيبولفيدا (ولدت في 8 نوفمبر 1989) هي ممثلة يابانية دومينيكية.   كان دورها الرئيسي الأول كممثلة داعمة في فيلم «من هو الرئيس» (بالإسبانية: ¿Quién Manda?) الذي صدر عام 2013، والتي حصلت بسببه على ترشيح لجوائز «لا سيلا» لأفضل ممثلة في دور داعم. في ديسمبر 2013، قامت ببطولة فيلم «كريستو ري» الذي تم عرضه في مهرجان تورونتو السينمائي الدولي 2013.    قامت هي والممثل كاسبر فان دين بدور البطولة في فيلم "Sharktopus vs. Whalewolf" من إنتاج ساي فاي، والذي صدر عام 2015. قامت هي وكاميرون مكيندري بدور البطولة في الفيلم الروائي الطويل "An Accidental Zombie (Named Ted)" الذي صدر سنة 2018. والذي قام ببطولته أيضاً كين هودر ونعومي جروسمان وجاري أنتوني ويليامز.
وكما هو معروف Akari Endo لعروض المسرح الموسيقي في جمهورية الدومينيكان. لعبت دور غابرييلا مونتز في هاي سكول ميوزيكال على المسرح! ، كيت في آني، بومبالورينا في CATS ، كونسويلو في ويست سايد ستوري، لا تشاينا في إسبيرانزا (موسيقى تستند إلى أغاني خوان لويس غيرا)، أليكسي دارلينج في RENT وميتشي توريس في كامب روك.    وكان آخر دور رئيس بلدية لها في المسرح الموسيقي هو إيل وودز في «ليغلي بلوند».  

## روابط خارجية
- أكاري إندو على موقع IMDb (الإنجليزية)
- أكاري إندو على موقع قاعدة بيانات الفيلم (الإنجليزية)